# Bombyx fortunatus
Bombyx fortunatus är en fjärilsart som beskrevs av Moore och Hutt. 1864. Bombyx fortunatus ingår i släktet Bombyx och familjen silkesspinnare. Inga underarter finns listade i Catalogue of Life.